# Гуннар Гуннарссон
Гуннар Гу́ннарсон (Гюннар Гюннарссон, исл. Gunnar Gunnarsson; 18 мая 1889[…], Фльоутсдальсхреппюр, Эйстюрланд — 21 ноября 1975[…], Рейкьявик) — исландский писатель, писавший преимущественно на датском, а также на исландском языке.

## Биография
Гуннар Гуннарссон родился в бедной крестьянской семье в местечке Вальтьоуфсстадюр, близ фермы Скридюклёйстюр в долине Фльоутсдалюр на востоке Исландии. В возрасте семи лет вместе с родителями переехал на ферму Льотсстадир в общине Вопнафьордюр, где годом позже умерла его мать.
Еще в раннем возрасте Гуннар увлекся литературой, начал писать стихи и короткие рассказы. В 1906 году, когда ему было 17 лет, вышла первая его книга — небольшой сборник стихов.
Семья была слишком бедна, чтобы дать Гуннару хорошее образование. Работая на семейной ферме, он посещал лишь маленькие сельские школы.
Неоднократно номинирован на Нобелевскую премию по литературе. Альфред Норин, профессор Уппсальского университета, номинировал его в 1918, 1921 и 1922 годах, но Гуннар, по мнению Нобелевского комитета, считался не достигшим достаточной зрелости как автор, чтобы получить награду. Он был снова номинирован в 1955 году, но не получил награду, вместо этого ее получил его соотечественник Халльдор Лакснесс.

## Основные работы
- История рода из Борга (Af Borgslægtens Historie, 1912—1914)
- Побратимы (Edbrødre, 1918)
- Черная чайка (Svartfugl, 1929)
- Йоун Арасон (Jón Arason, 1930)[5]
- Церковь на горе (Kirken paa Bjærget, 1923—1928)
- Пришествие (Advent, 1937)
- Заупокойная месса (Sálumessa, 1952)
- Соната морского прибрежья (Brimhenda, 1954)